# جرزة
قرية جرزة هي إحدى القرى التابعة لمركز العياط في محافظة الجيزة في جمهورية مصر العربية. حسب إحصاءات سنة 2006، بلغ إجمالي السكان في جرزة 10675 نسمة، منهم 5819 رجل و4856 امرأة.